# Ліза Піччирілло
Ліза Марі Піччирілло (нар. 1990 або 1991) (20 століття , Грінвуд, Мен ) — американська математикиня, працює в галузі геометрії та маловимірної топології. 2020 року Піччирілло опублікувала математичне обґрунтування в журналі «Annals of Mathematics», де визначено, що вузол Конвея — це не зрізаний вузол, що стало відповіддю для нерозв'язаної раніше проблеми в теорії вузлів, яку вперше представив за 50 років до того британський математик Джон Конвей.
У липні 2020-го стала асистентом професора математики в Массачусетському технологічному інституті.

## Ранні роки
Ліза Піччирілло виросла в Грінвуді (штат Мен) і відвідувала Telstar Regional High School у Бетелі (штат Мен). Її мати була вчителькою математики в середній школі. У дитинстві мала багато захоплень, серед них верхова їзда (виїздку), участь у церковній молодіжній групі, шкільному гуртку драми та шкільній групі.

## Освіта
2013 року в Бостонському коледжі здобула ступінь бакалавра наук у галузі математики. 2019 року в Техаському університеті в Остіні під керівництвом Джона Едвіна Люке здобула ступінь доктора філософії в галузі маловимірної топології. Далі була постдокторська дослідницька робота в Університеті Брайденса. Професорка університету Бостона Елісенда Грігсбі назвала однією з головних причин її успіху креативність і додала, що Піччирілло на початку її вищої освіти не відповідала визначенню «типової золотої дитини — математичного генія».

## Робота

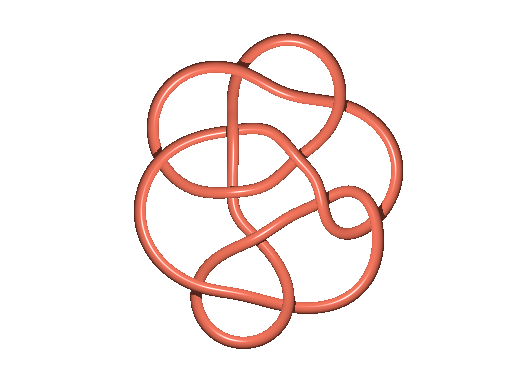
Вузол Конвея

Така властивість як зрізаність вузла Конвея довгий час була нерозв'язаною проблемою в теорії вузлів. Вузол названо на честь першовідкривача, британського математика Джона Конвея, який вперше описав вузол 1970 року. Вузол Конвея був визначений як топологічний зріз у 1980-х, проте такі питання, як природа його зрізаності і чи був він зрізаний без зривів, вислизали від математиків протягом десятиліть, аж до моменту відкриття Піччирілло. Її робота над вузлом Конвея завершила класифікацію зрізаних вузлів, які мають до 13 перетинів, оскільки вузол Конвея залишався єдиним вузлом у цій групі, який був повністю некласифікованим.
Вперше про вузол Конвея дізналася 2018 року на конференції з маловимірної топології та геометрії. На той час вона була аспіранткою і для знаходження відповіді ій вистачило менше тижня. The Washington Post повідомила, що її доведення «було піднесено через його математичну красу, а її робота могла би вказати на нові способи розуміння вузлів». Після опублікування доведення в «Annals of Mathematics», їй запропонували постійний контракт викладача в Массачусетському технологічному інституті, який починався через 14 місяців після закінчення її докторської роботи.

## Визнання
Разом із премією Breakthrough Prize 2021 року Пічирілло нагороджено Maryam Mirzakhani New Frontiers Prize за досягнення математикині на початку кар'єри. Двома іншими переможницями були Ніна Голден та Урміла Магадев.